# Rova Cafon Ma'arav

Čtvrtí v Tel Avivu

Rova Cafon Ma'arav (hebrejsky: רובע צפון מערב , doslova Severozápadní čtvrť) je čtvrť v severozápadní části Tel Avivu v Izraeli. Jde o jednu ze sedmi částečně samosprávných částí, na které byl Tel Aviv rozdělen (přičemž část území města do tohoto systému nespadá). Ze správního a administrativního hlediska se Tel Aviv rozděluje na devět částí, které se z těmito částečně překrývají. V tomto případě se Rova Cafon Ma'arav kryje s čtvrtí Rova 1.

## Geografie
Leží v rovinaté, zcela urbanizované krajině na pobřeží Středozemního moře v nadmořské výšce do 50 metrů. Na severu sousedí s městem Herzlija.

## Popis čtvrti
Na severu je ohraničena katastrem měst Herzlija a Ramat ha-Šaron, na jihu tokem řeky Jarkon, na východě dálnicí číslo 20, takzvanou Ajalonskou dálnicí (Netivej Ajalon) a na západě pobřežím moře.
Čtvrť Rova Cafon Ma'arav je spíše umělou územní jednotkou vytvořenou pro správní, demografické a statistické účely. Sestává ale z jedenácti podčástí, které představují autentické a specifické urbanistické celky. Jde o následující čtvrtě:
- Azorej Chen
- Afeka
- Gimel ha-Chadaša (pracovní název)
- ha-Guš ha-Gadol (pracovní název)
- Kochav ha-Cafon
- Lamed

a dále Ramat Aviv respektive její podčásti:
- Neve Avivim
- Ramat Aviv Bet
- Ramat Aviv Gimel
- Ramat Aviv ha-Chadaša (pracovní název)
- Ramat Aviv ha-Jaroka

+ ráz samostatné čtvrti má i nový obytný komplex Migdalej Ne'eman za severním okrajem města
Zástavba má zčásti charakter řidší, volnější výstavby s nižší výškou a zčásti sestává z novějších obytných okrsků s hustou vysokopodlažní zástavbou. Budování nových bytových souborů zde stále pokračuje a zaplňuje zejména západní okraj oblasti, kde postupně nahrazuje dosavadní písečné duny. K prosinci 2007 zde žilo 50 368 lidí. Nachází se tu letiště Sde Dov a Telavivská univerzita.